# Sullivan's Island
Sullivan's Island es un pueblo ubicado en el condado de Charleston en el estado estadounidense de Carolina del Sur. El pueblo en el año 2000 tiene una población de 1911 habitantes en una superficie de 8.6 km², con una densidad poblacional de 166 personas por km².

## Geografía
Sullivan's Island se encuentra ubicado en las coordenadas 32°45′48″N 79°50′16″O / 32.76333, -79.83778. Según la Oficina del Censo, el pueblo tiene un área total de 8,6 km² (3,3 mi²), de la cual 6,3 km² (2,4 mi²) es tierra y 2,3 km² (0,9 mi²) (27.11 %) es agua.

### Localidades adyacentes
El siguiente diagrama muestra a las localidades en un radio de 24 kilómetros (14,9 mi) de Sullivan's Island.

## Demografía
En el 2000 la renta per cápita promedia del hogar era de 72 955 USD, y el ingreso promedio para una familia era de 96 455 USD. El ingreso per cápita para la localidad era de 49 427 USD. En 2000 los hombres tenían un ingreso per cápita de 58 571 USD contra 41 029 USD para las mujeres. Alrededor del 4.20 % de la población estaba bajo el umbral de pobreza nacional.

## En la literatura

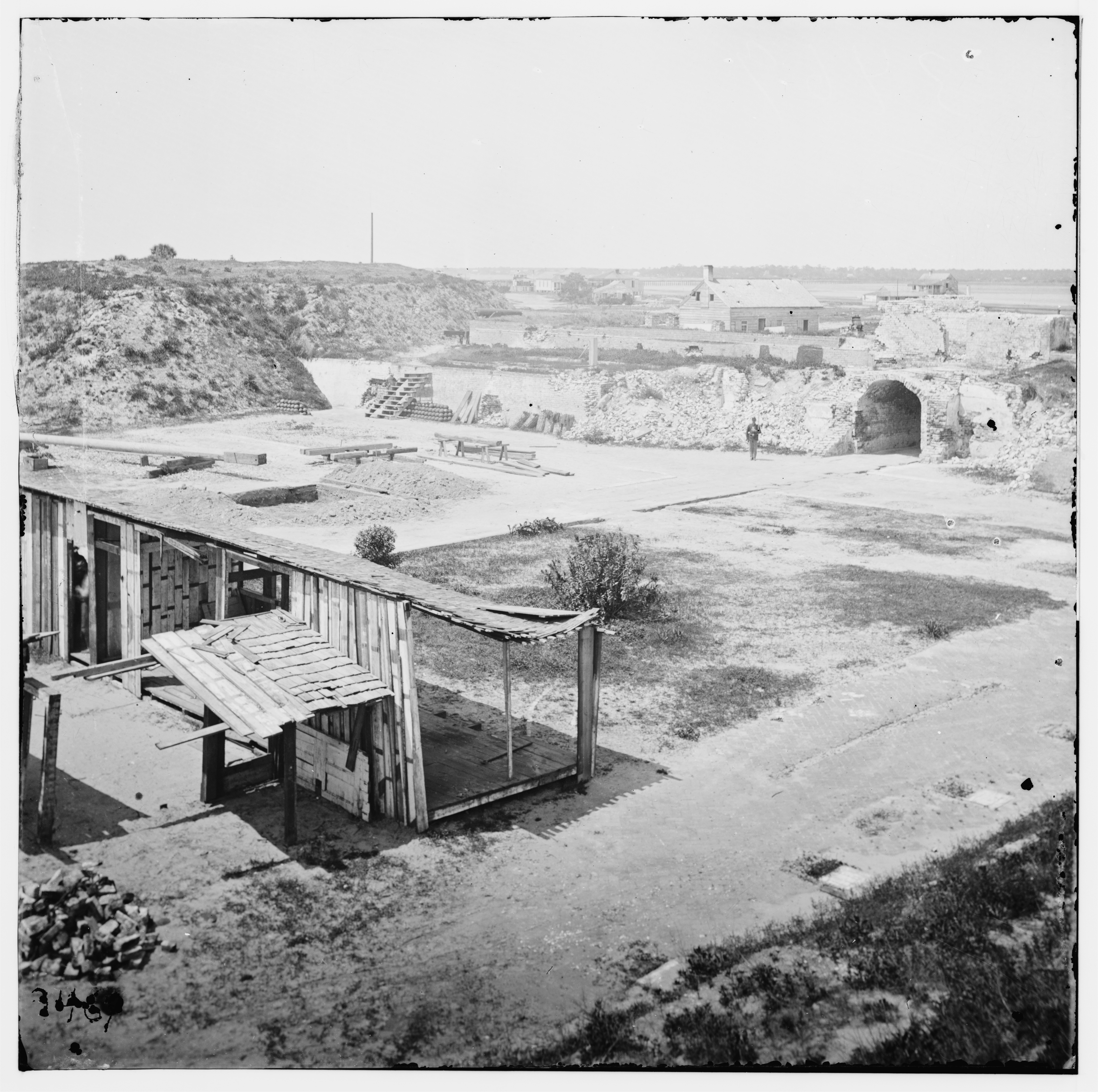
Fort Moultrie en 1865

Edgar Allan Poe estuvo destinado con su regimiento en la isla (Fort Moultrie) entre noviembre de 1827 y diciembre de 1828.
Por sus conocimientos del lugar, allí transcurre la acción de su relato El escarabajo de oro, publicado en 1843.